# Montgomery Ward (Unternehmen)
Montgomery Ward war ein amerikanisches Einzelhandelsunternehmen, das 1872 gegründet wurde und der erste Universalversender weltweit war. Es war bekannt für seinen Katalog, der eine breite Palette von Produkten anbot und insbesondere ländliche Gebiete bediente, die keinen direkten Zugang zu stationären Geschäften hatten.

## Geschichte

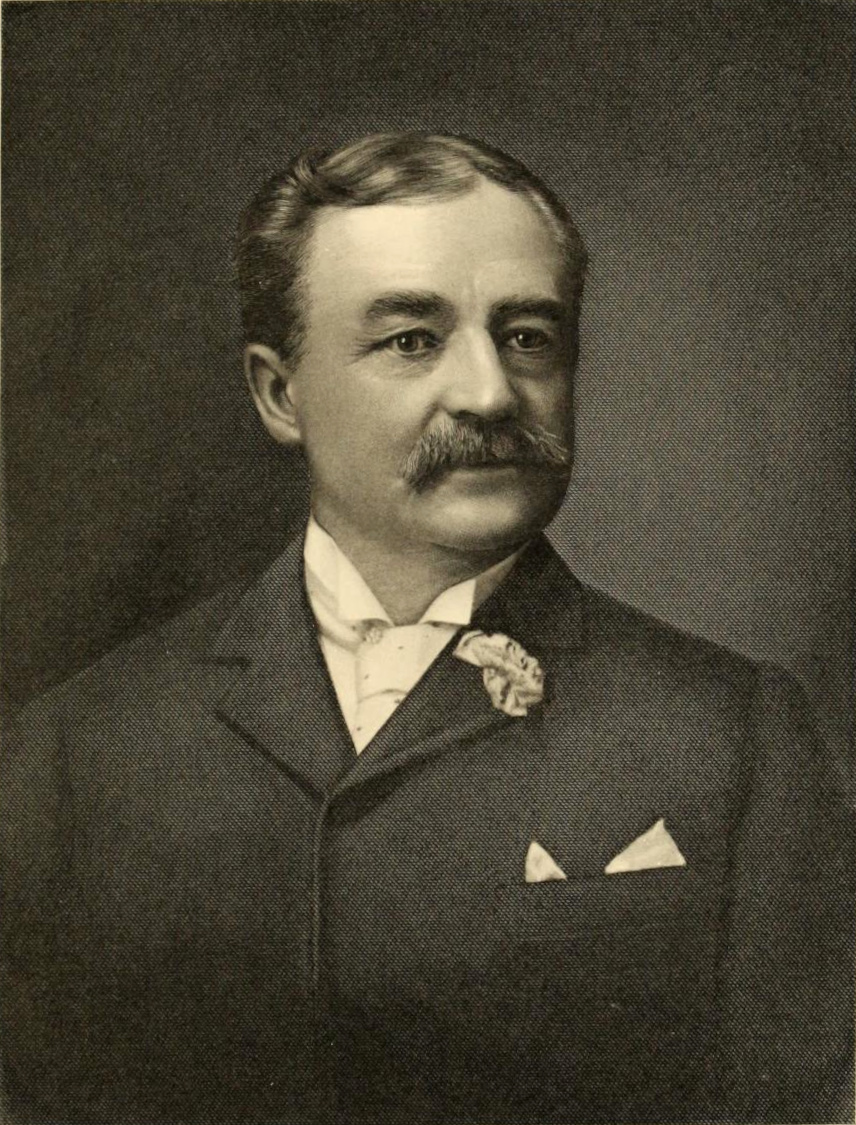
Unternehmensgründer Aaron Montgomery Ward

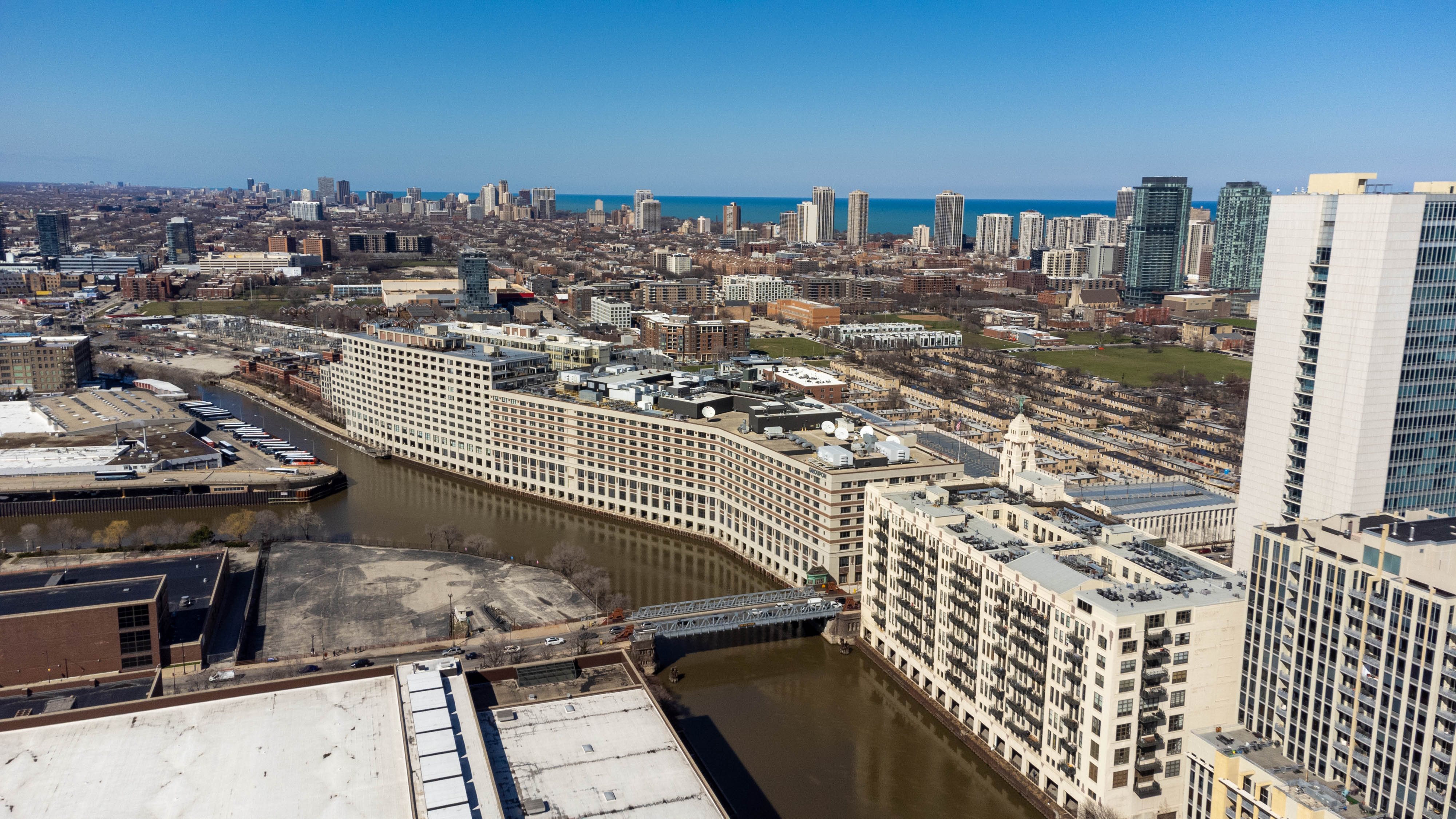
Ehemaliger Hauptsitz des Unternehmens in Chicago

Aaron Montgomery Ward gründete das Unternehmen 1872 in Chicago. Ziel war es, Landwirten hochwertige Produkte zu niedrigeren Preisen zu liefern, indem Zwischenhändler ausgeschaltet wurden. Der „Montgomery Ward Catalog“ war eines der ersten umfassenden Versandhandelsangebote und erschien erstmals am 18. August 1872. Er enthielt alles von Kleidung und Möbeln bis hin zu landwirtschaftlichen Geräten.
Im 20. Jahrhundert eröffnete Montgomery Ward auch stationäre Geschäfte in Städten und Vororten, um mit Konkurrenten wie Sears und J.C. Penney zu konkurrieren. Im späten 20. Jahrhunderts hatte Montgomery Ward Schwierigkeiten, mit moderneren Geschäftsmodellen und Konkurrenten mitzuhalten. Im Jahr 2000 meldete das Unternehmen Konkurs an und schloss alle Filialen. Zu dieser Zeit hatte das Unternehmen 250 Filialen. Hinzu kamen zehn Vertriebszentren. Es war in 30 Bundesstaaten der Vereinigten Staaten vertreten. Etwa 28.000 Beschäftigte wurden arbeitslos. Zu diesem Zeitpunkt gehörte das Unternehmen der GE Capital, der Finanztochter von General Electric.
Im Jahr 2004 wurde die Marke durch ein anderes Unternehmen wiederbelebt und als reine E-Commerce-Plattform weitergeführt. Heute existiert Montgomery Ward als Online-Händler.